# Galveston (sång)
Galveston är en sång skriven av Jimmy Webb och inspelad av bland andra countrysångaren Glen Campbell, vars version är den mest framgångsrika. 2003 rankades sången som nummer åtta på CMT's lista över 100 Greatest Songs in Country Music. Campbells version av sången hamnade 1969 exempelvis på förstaplatsen på Billboards countrylista, nummer fyra på Billboard Hot 100 och på förstaplatsen på Easy listening- listan. Campbells version belönades i oktober 1969 med en guldskiva.

## Bakgrund
Glen Campbells version av sången släpptes 1969, samtidigt som USA deltog i Vietnamkriget. Därför tolkades sången som en protestsång mot kriget, vilket sångens kompositör Jimmy Webb såg den som. Campbells up-tempo-version av låten ansågs däremot av flera snarare vara en generellt patriotisk sång. 

## Framgångar och listplaceringar (Campbells version)
Glen Campbells version av låten nådde flera toppositioner i ett flertal länder. På Billboards Adult Contemporary-lista låg Galveston etta i sex veckor i rad.
| Lista (1969)                      | Högsta placering |
| --------------------------------- | ---------------- |
| Australian Go-Set                 | 5                |
| Canada Adult Contemporary (RPM)   | 1                |
| Canada Country Tracks (RPM)       | 1                |
| Canada Top Singles (RPM)          | 2                |
| Ireland (IRMA)                    | 9                |
| New Zealand                       | 3                |
| UK[                               | 14               |
| US Adult Contemporary (Billboard) | 1                |
| US Billboard Hot 100              | 4                |
| US Hot Country Songs (Billboard)  | 1                |